# Адміністративний устрій Білгород-Дністровського району (до 2020 року)
Адміністративний устрій Білгород-Дністровського району — адміністративно-територіальний поділ Білгород-Дністровського району Одеської області на 27 сільських рад, які об'єднують 57 населених пунктів та підпорядковані Білгород-Дністровській районній раді. Адміністративний центр — місто Білгород-Дністровський, що не входить до складу району, так як є містом обласного значення..

## Список радБілгород-Дністровського району
| №  | Назва                            | Центр               | Населені пункти                                                         | Площа км² | Місце за площею | Населення (2001), чол. | Місце за населенням | Розташування |
| -- | -------------------------------- | ------------------- | ----------------------------------------------------------------------- | --------- | --------------- | ---------------------- | ------------------- | ------------ |
| 1  | Адамівська сільська рада         | с. Адамівка         | с. Адамівка с. Авидівка с. Благодатне                                   |           |                 |                        |                     |              |
| 2  | Андріївська сільська рада        | с. Андріївка        | с. Андріївка с. Розкішне                                                |           |                 |                        |                     |              |
| 3  | Бритівська сільська рада         | с. Бритівка         | с. Бритівка с. Вигон с. Польове с. Черкеси                              |           |                 |                        |                     |              |
| 4  | Великомар'янівська сільська рада | c. Великомар'янівка | c. Великомар'янівка с. Долинівка                                        |           |                 |                        |                     |              |
| 5  | Випасненська сільська рада       | c. Випасне          | c. Випасне с. Сухолужжя                                                 |           |                 |                        |                     |              |
| 6  | Володимирівська сільська рада    | c. Володимирівка    | c. Володимирівка с. Дальнічень с. Чистоводне                            |           |                 |                        |                     |              |
| 7  | Карналіївська сільська рада      | c. Карналіївка      | c. Карналіївка                                                          |           |                 |                        |                     |              |
| 8  | Козацька сільська рада           | c. Козацьке         | c. Козацьке                                                             |           |                 |                        |                     |              |
| 9  | Краснокосянська сільська рада    | c. Красна Коса      | c. Красна Коса                                                          |           |                 |                        |                     |              |
| 10 | Крутоярівська сільська рада      | c. Крутоярівка      | c. Крутоярівка                                                          |           |                 |                        |                     |              |
| 11 | Маразліївська сільська рада      | c. Маразліївка      | c. Маразліївка с. Зелене с. Олексіївка с. Полянка с. Романівка          |           |                 |                        |                     |              |
| 12 | Миколаївська сільська рада       | c. Миколаївка       | c. Миколаївка                                                           |           |                 |                        |                     |              |
| 13 | Мологівська сільська рада        | c. Молога           | c. Молога с. Бикоза с. Нове с. Садове                                   |           |                 |                        |                     |              |
| 14 | Монашівська сільська рада        | c. Монаші           | c. Монаші                                                               |           |                 |                        |                     |              |
| 15 | Новоцаричанська сільська рада    | c. Нова Царичанка   | c. Нова Царичанка                                                       |           |                 |                        |                     |              |
| 16 | Петрівська сільська рада         | c. Петрівка         | c. Петрівка                                                             |           |                 |                        |                     |              |
| 17 | Підгірненська сільська рада      | c. Підгірне         | c. Підгірне                                                             |           |                 |                        |                     |              |
| 18 | Приморська сільська рада         | c. Приморське       | c. Приморське с. Вільне с. Косівка с. Курортне с. Попаздра с. Чабанське |           |                 |                        |                     |              |
| 19 | Руськоіванівська сільська рада   | c. Руськоіванівка   | с. Руськоіванівка                                                       |           |                 |                        |                     |              |
| 20 | Салганська сільська рада         | c. Салгани          | с. Салгани с. Абрикосове с. Привітне                                    |           |                 |                        |                     |              |
| 21 | Семенівська сільська рада        | c. Семенівка        | с. Семенівка с. Веселе с. Гончарівка с. Південне                        |           |                 |                        |                     |              |
| 22 | Софіївська сільська рада         | c. Софіївка         | с. Софіївка                                                             |           |                 |                        |                     |              |
| 23 | Старокозацька сільська рада      | c. Старокозаче      | с. Старокозаче с. Зеленівка                                             |           |                 |                        |                     |              |
| 24 | Староцаричанська сільська рада   | c. Стара Царичанка  | с. Стара Царичанка                                                      |           |                 |                        |                     |              |
| 25 | Удобненська сільська рада        | c. Удобне           | с. Удобне                                                               |           |                 |                        |                     |              |
| 26 | Шабівська сільська рада          | c. Шабо             | с. Шабо с. Біленьке с-ще Прибережне                                     |           |                 |                        |                     |              |
| 27 | Широківська сільська рада        | c. Широке           | с. Широке                                                               |           |                 |                        |                     |              |

* Примітки: м. — місто, с-ще — селище, смт — селище міського типу, с. — село